# 维多利亚·萨松金娜
维多利亚·萨松金娜（1988年1月1日—），烏克蘭女模特，出生于敖德萨，高中毕业后，因支持参加模特选秀的朋友而被被L-Models公司国际部总监挖掘培养，成为一名顶级模特。她目前在纽约市工作与生活。

## 模特生涯
17岁时，萨松金娜与巴黎主要模特经纪公司Premium Models签订合同，并在Issey Miyake的2007年春季时装秀上首次亮相。之后，她搬到伦敦工作。2007年2月，她为意大利版Elle拍摄了她的第一篇主要杂志社论。2008年，她与纽约和米兰领先的模特经纪公司Women Management签约，并与传奇摄影师史蒂文·梅塞合作。最终，她成为了史蒂文最喜欢的模特之一。